# Tirupparankundram
Tirupparankundram (Tamil: திருப்பரங்குன்றம் Tirupparaṅkuṉṟam [ˈt̪iɾɯpːaɾʌŋɡundrʌm]; auch Thirupparankundram, Tiruparankundram, Tirupparangundram) ist eine Stadt im indischen Bundesstaat Tamil Nadu mit rund 49.000 Einwohnern (Volkszählung 2011). Tirupparankundram  ist ein wichtiger Wallfahrtsort des in Tamil Nadu populären Hindu-Gottes Murugan.

## Geografie
Tirupparankundram liegt im Distrikt Madurai im Süden Tamil Nadus direkt südwestlich der Großstadt Madurai. Vom Stadtzentrum Madurais nach Tirupparankundram sind es acht Kilometer. In Tirupparankundram erhebt sich aus der ansonsten flachen Umgebung ein 320 Meter hoher steiler Felsen.
Tirupparankundram ist durch Stadtbusse mit dem nahegelegenen Madurai verbunden, von wo aus Verkehrsverbindungen in alle wichtigen Städte Tamil Nadus und darüber hinaus bestehen. Daneben verfügt Tirupparankundram über einen eigenen Bahnhof an der Bahnstrecke von Madurai nach Kanyakumari.

## Bevölkerung
92 Prozent der Einwohner Tirupparankundrams sind Hindus, 4,5 Prozent sind Christen und 3,5 Prozent Muslime. Die Hauptsprache ist, wie in ganz Tamil Nadu, das Tamil, das von 96 Prozent der Bevölkerung als Muttersprache gesprochen wird.

## Religiöse Bedeutung

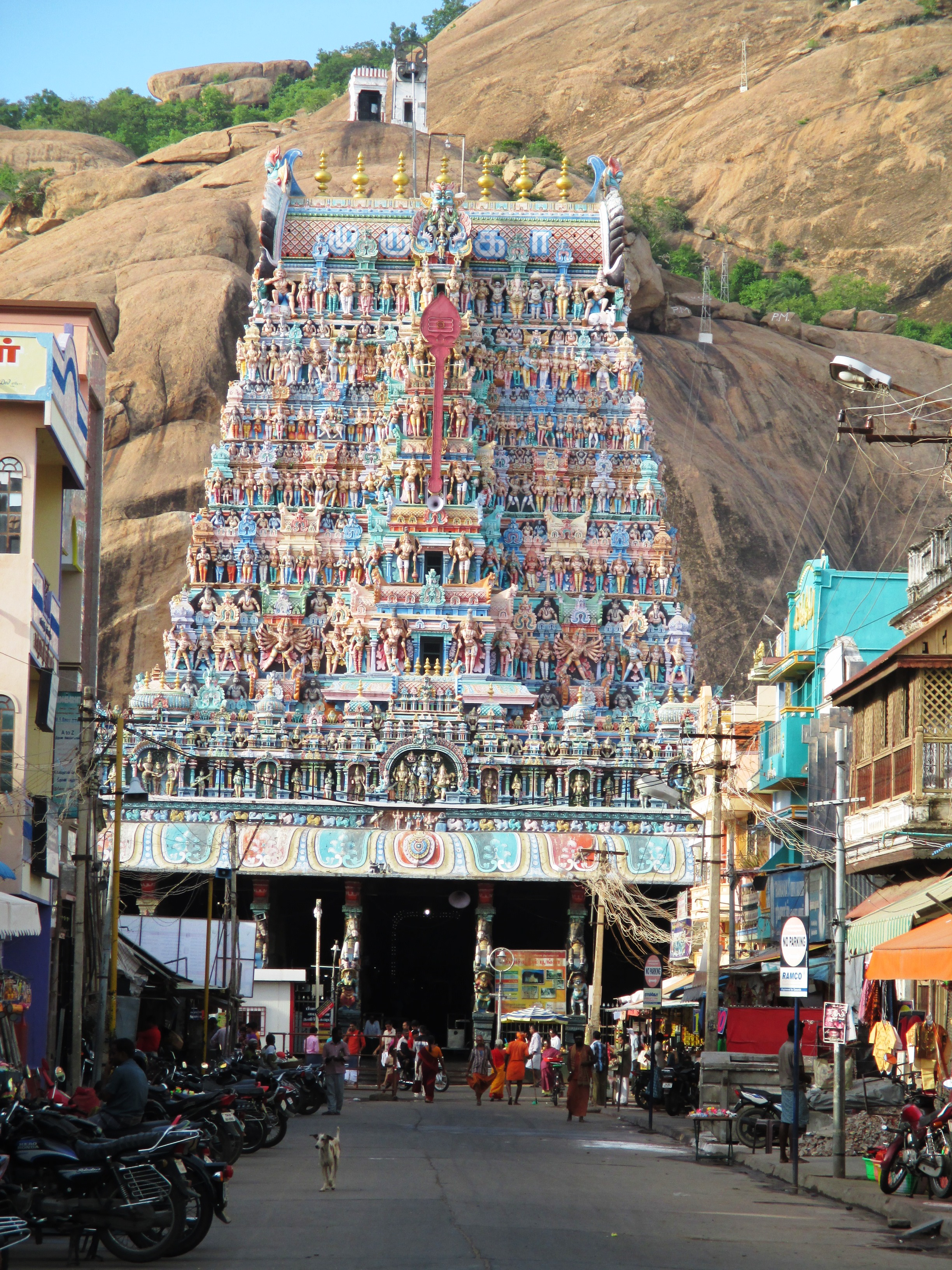
Gopuram (Torturm) des Murugan-Tempels von Tirupparankundram

Auf dem steilen Felsen, der sich über Tirupparankundram erhebt, steht ein Tempel für den Hindu-Gott Murugan (Skanda). Während dieser Gott in der Glaubenspraxis Nordindiens praktisch keine Rolle spielt, gehört er unter dem Namen Murugan unter den Tamilen zu den populärsten Gottheiten. Tirupparankundram ist einer von sechs Wallfahrtsorten (Arupadaividu) in Tamil Nadu, die Murugan geweiht sind. Die sechs Wallfahrtsorte werden mit jeweils unterschiedlichen Aspekten der Mythologie Murugans assoziiert. Tirupparankundram ist dem Mythos nach der Ort, an dem Murugan seine Gefährtin Devasena heiratete.
Außer dem Murugan-Heiligtum beherbergt der Berg einen muslimischen Schrein für den Sufi-Heiligen Hazrat Sultan Sikandar Badshah, der hier im Jahr 1211 den Märtyrertod erlitten haben soll. Der Sikandar-Schrein von Tirupparankundram wird sowohl von Muslimen als auch von Hindus frequentiert, womöglich weil der Name Sikandar (die muslimische Namensform von Alexander) mit Skanda, also Murugan, assoziiert wird.